# Czarnowo-Undy
Czarnowo-Undy – wieś w Polsce położona w województwie podlaskim, w powiecie zambrowskim, w gminie Kołaki Kościelne. 
Wierni kościoła rzymskokatolickiego należą do parafii Wniebowzięcia Najświętszej Maryi Panny w Kołakach Kościelnych.

## Historia

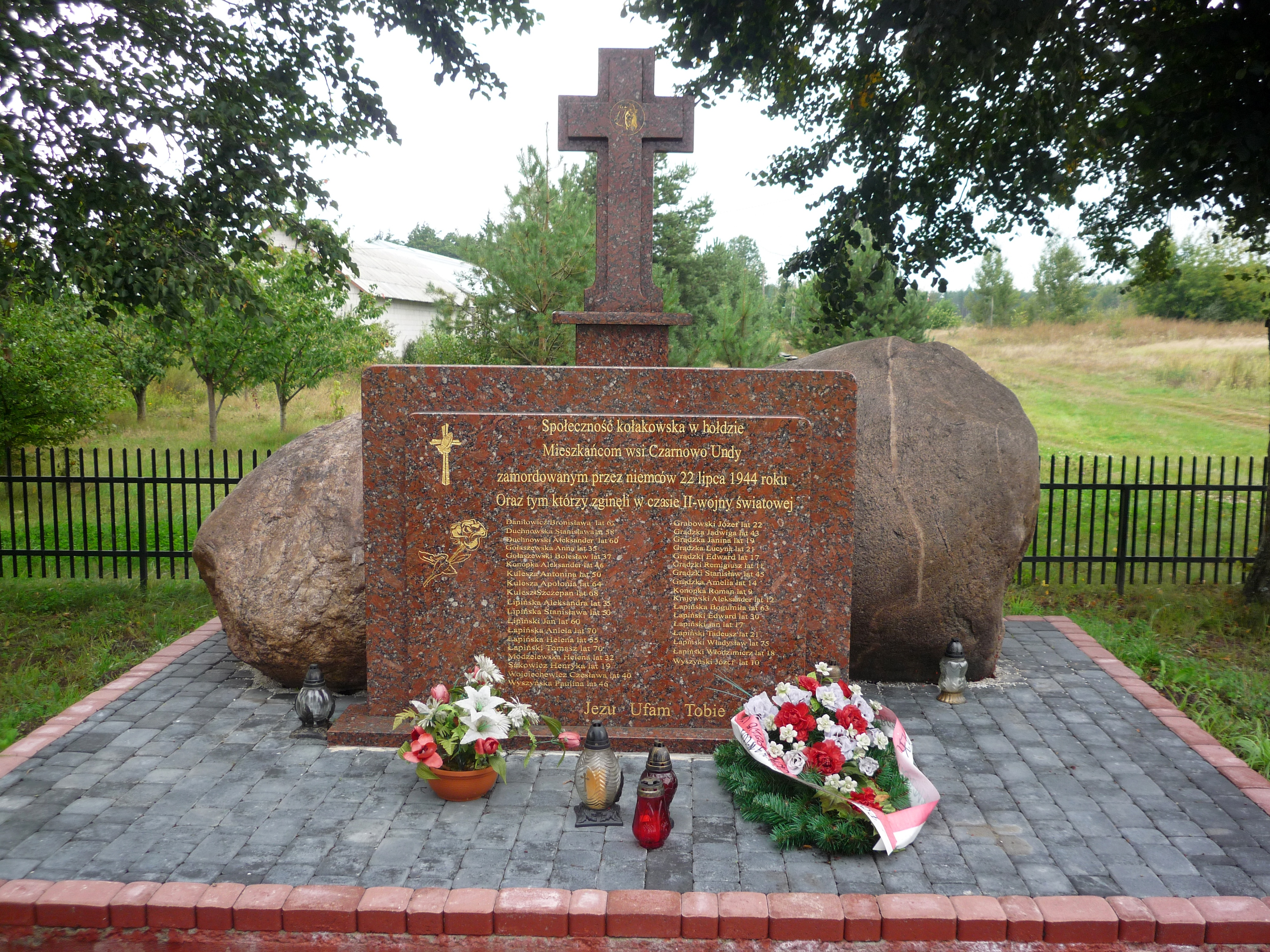
Pomnik zamordowanych przez wycofujących się Niemców
22 lipca 1944

W 1827 we wsi 7 domów i 45 mieszkańców. Pod koniec XIX w. Undy-Czarnowo, miejscowość drobnoszlachecka w powiecie łomżyńskim, gmina Kossaki, parafia Kołaki.
Czarnowo-Undy w 1921 roku liczyły 19 domów z przeznaczeniem mieszkalnym i 119 mieszkańców (67 mężczyzn i 52 kobiety). Wszyscy zadeklarowali narodowość polską i wyznanie rzymskokatolickie.
22 lipca 1944 wycofujący się przed rosyjską ofensywą Niemcy, w odwecie za atak partyzantów spalili zabudowania wsi, a mieszkańców rozstrzelali. To wydarzenie upamiętnia pomnik ku czci pomordowanych.
W latach 1975–1998 miejscowość administracyjnie należała do województwa łomżyńskiego.

## Współcześnie
W roku 2007 naliczono tu 81 mieszkańców. W styczniu 2011 r. w 18 zabudowaniach mieszkało tu 81 osób.

## Obiekty zabytkowe
- krzyż żeliwny z 1927 r.[11]